# No digas lo siento
«No digas lo siento» es una canción de la banda colombiana Don Tetto, proveniente de su segundo álbum de estudio, Miénteme, Prométeme lanzado el 18 de enero de 2010 por el sello discográfico Cabeza De Ratón. Fue escrita por los miembros de la banda.
El tema narra la historia de una persona que luego de haber mandado a otra al traste, se arrepiente y pide perdón, pero se topa con un muro de frialdad. 
El lanzamiento de ‘No digas lo siento’ coincidió con el estreno en Estados Unidos de la serie de televisión Niñas Mal por MTV Tr3s dirigida al público juvenil y en la que Don Tetto tiene “No digas lo siento” y varias canciones en la banda sonora y en la música incidental.

## Recepción
Este tema logró un gran reconocimiento en Colombia y varios países de Suramérica, convirtiéndose en una de los más oídos en las estaciones de radio de la región, así como es uno de los videos más solicitados en los canales especializados, entre los que se destacan MTV Latino y HTV.
Este sencillo fue lanzado en el segundo semestre del 2010 y le permitió a la banda bogotana ser protagonista de los principales festivales en Colombia y visitar varias ciudades del país en una extensa gira de promoción. La banda cerró el 2010 con un gran balance con su segundo trabajo discográfico, logrando tres premios de la Revista Shock, el número uno en varias estaciones de radio y canales de video, entre otros reconocimientos.

## Vídeo musical
El vídeo fue grabado, dirigido y producido el pasado mes de julio por la misma banda y Alejandro Arias, que es parte del personal de Don Tetto desde sus inicios. lanzado el 19 de enero de 2010. El vídeo nos muestra a la banda tocando en una fiesta con escenas individuales de cada uno de los integrantes haciendo un recorrido por la casa.
En una entrevista, los integrantes de la banda declararon lo siguiente:

Es un tema grandioso, y la experiencia de grabar el vídeo fue increíble, la pasamos muy bien, compartimos tiempo con muchos de nuestros amigos y esto facilitó que el ambiente fuera muy bueno y que fluyera de forma natural.Fue inolvidable. Es la primera vez que nosotros como Don Tetto ponemos a prueba nuestra experiencia que hemos adquirido a lo largo de todos estos años de trabajo. Nos involucramos cien por ciento buscando la idea, el casting y todo; El vídeo de 'No digas lo siento' creo va a ser un video muy importante y de mucho significado para nosotros porque tenemos muchas ganas de seguir experimentando y aprendiendo para seguir creciendo. Esperamos que todos lo disfruten"

## Premios y nominaciones
El sencillo «No Digas Lo Siento» fue nominado en algunas ceremonias de premiación. A continuación, una pequeña lista con las candidaturas que obtuvo:
| Año  | Ceremonia de premiación | Premio              | Resultado | Ref. |
| ---- | ----------------------- | ------------------- | --------- | ---- |
| 2010 | Premios Shock           | Mejor canción Radio | Ganador   |      |
| 2010 | Premios RadioCAN        | Mejor canción rock  | Ganador   |      |

- Datos: Q6043719